# 도르졸라미드

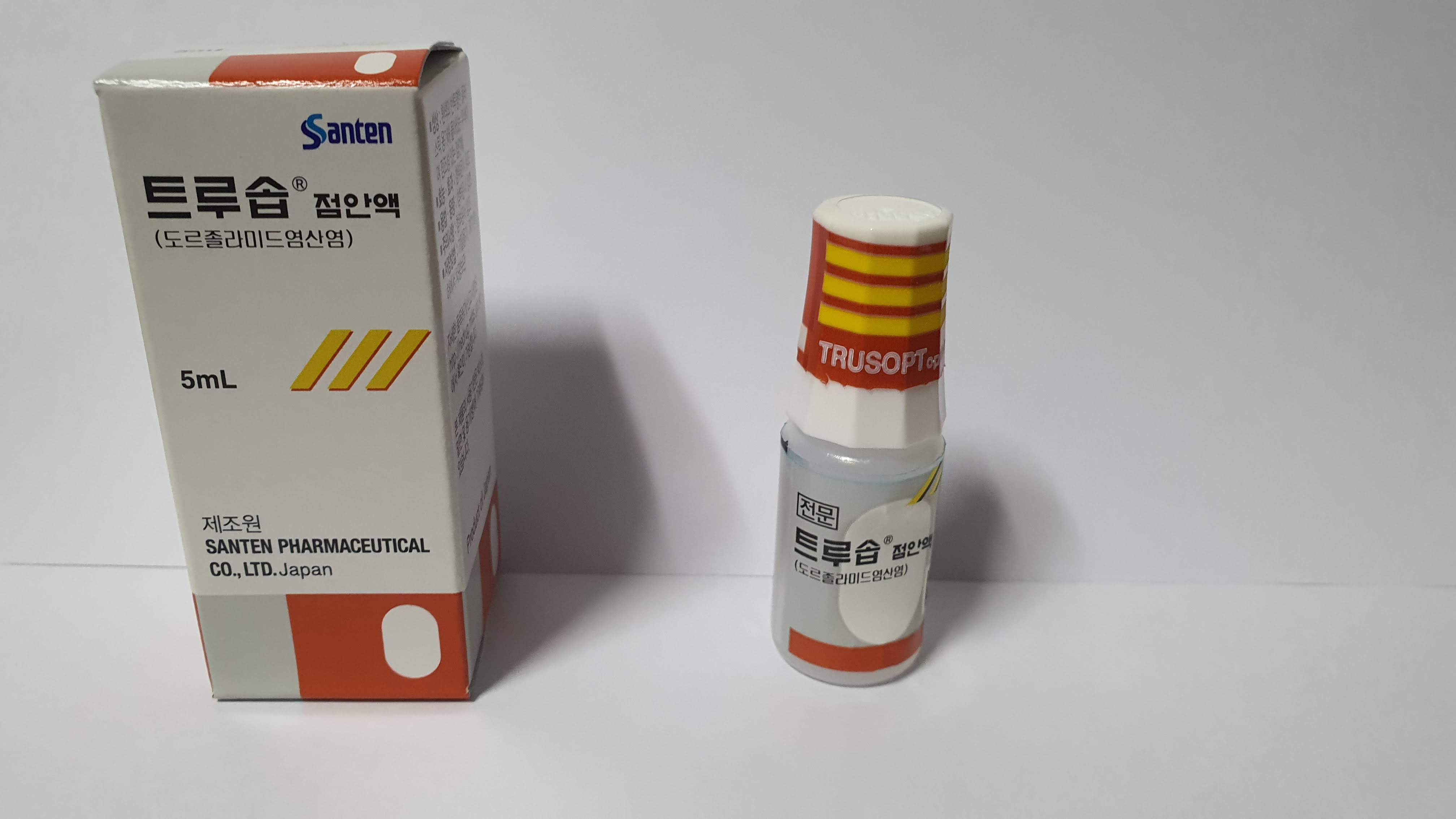
대한민국에 시판되는 트루솝 점안액의 모습.

도르졸라미드(Dorzolamide) 혹은 상표명 트루솝(Trusopt)은 녹내장을 비롯한 고안압증 치료에 사용하는 약물이다. 안약 형태로 안구에 점안하여 사용한다. 약물 효과는 3시간 이내에 작용하기 시작하여 최소 8시간동안 지속된다. 혼합액인 도르졸라미드/티몰롤(상표명 코솝)을 사용하기도 한다.
대표적인 부작용으로는 눈의 불편함, 안구 충혈, 미각 변화, 시야 흐릿해짐 등이 있다. 매우 드물지만 심각한 부작용에는 피부가 벗겨지는 스티븐스-존슨 증후군이 있다. 설폰아마이드에 알러지가 있는 사람들은 도르졸라미드에도 알러지 반응이 일어날 수 있다. 임신이나 모유 수유 중일 때는 사용을 권장하지 않는다. 도르졸라미드는 탄산무수화효소 억제제로 안방수의 생성을 줄이는 작용을 한다.
도르졸라미드는 1994년 미국에서 의료용으로 사용을 허가받았다. 대한민국에서는 1996년 식품의약품안전처에서 사용 허가를 받았다. 복제약 제조 및 시판이 가능하다. 2017년 기준 미국에서 백만건 이상 처방되었으며 281번째로 많이 처방된 약물이다.

## 의학적 사용
도르졸라미드 염산염은 개방각 녹내장이나 고안압증에 걸려 안압이 과도하게 높은 경우 이를 낮추기 위해 사용한다. 이 안약은 각막을 통과해 섬모체에 닿을 수 있으며 안구 안에 있는 탄산무수화효소에 침투성 작용을 일으킨다.  점안시 안압이 평균 20% 정도 감소한다.

## 부작용
점안시 빈번하게 일어나는 부작용으로 눈의 따끔거림, 화끈함, 가려움이 느껴지며 대략 25%의 비율로 점안할 시 혀에 쓴 맛이 느껴질 수 있다. 전방 시야를 좁게 만들어 일시적으로 근시를 일으키기도 한다. 2세대 탄산무수화효소 억제제인 도르졸라미드는 아세타졸아미드, 메타졸아미드, 디클로로페나미드와 같은 1세대 탄산무수화효소 억제제에서 나타나는 전신적 부작용을 피할 수 있다.

## 같이 보기
- 도르졸라미드/티몰롤 (상표명 코솝)

## 참고 문헌
- Kubinyi H (1999). “Chance favors the prepared mind--from serendipity to rational drug design”. 《J Recept Signal Transduct Res》 19 (1–4): 15–39. doi:10.3109/10799899909036635. PMID 10071748.
- Plummer C, MacKay E, Gelatt K (2006). “Comparison of the effects of topical administration of a fixed combination of dorzolamide-timolol to monotherapy with timolol or dorzolamide on IOP, pupil size, and heart rate in glaucomatous dogs”. 《Vet Ophthalmol》 9 (4): 245–9. doi:10.1111/j.1463-5224.2006.00469.x. PMID 16771760.
- Grover S, Apushkin M, Fishman G (2006). “Topical dorzolamide for the treatment of cystoid macular edema in patients with retinitis pigmentosa”. 《Am J Ophthalmol》 141 (5): 850–8. doi:10.1016/j.ajo.2005.12.030. PMID 16546110.
- Almeida G, Faria e Souza S (2006). “Effect of topical dorzolamide on rabbit central corneal thickness”. 《Braz J Med Biol Res》 39 (2): 277–81. doi:10.1590/S0100-879X2006000200015. PMID 16470316.